# أودن (طعام)

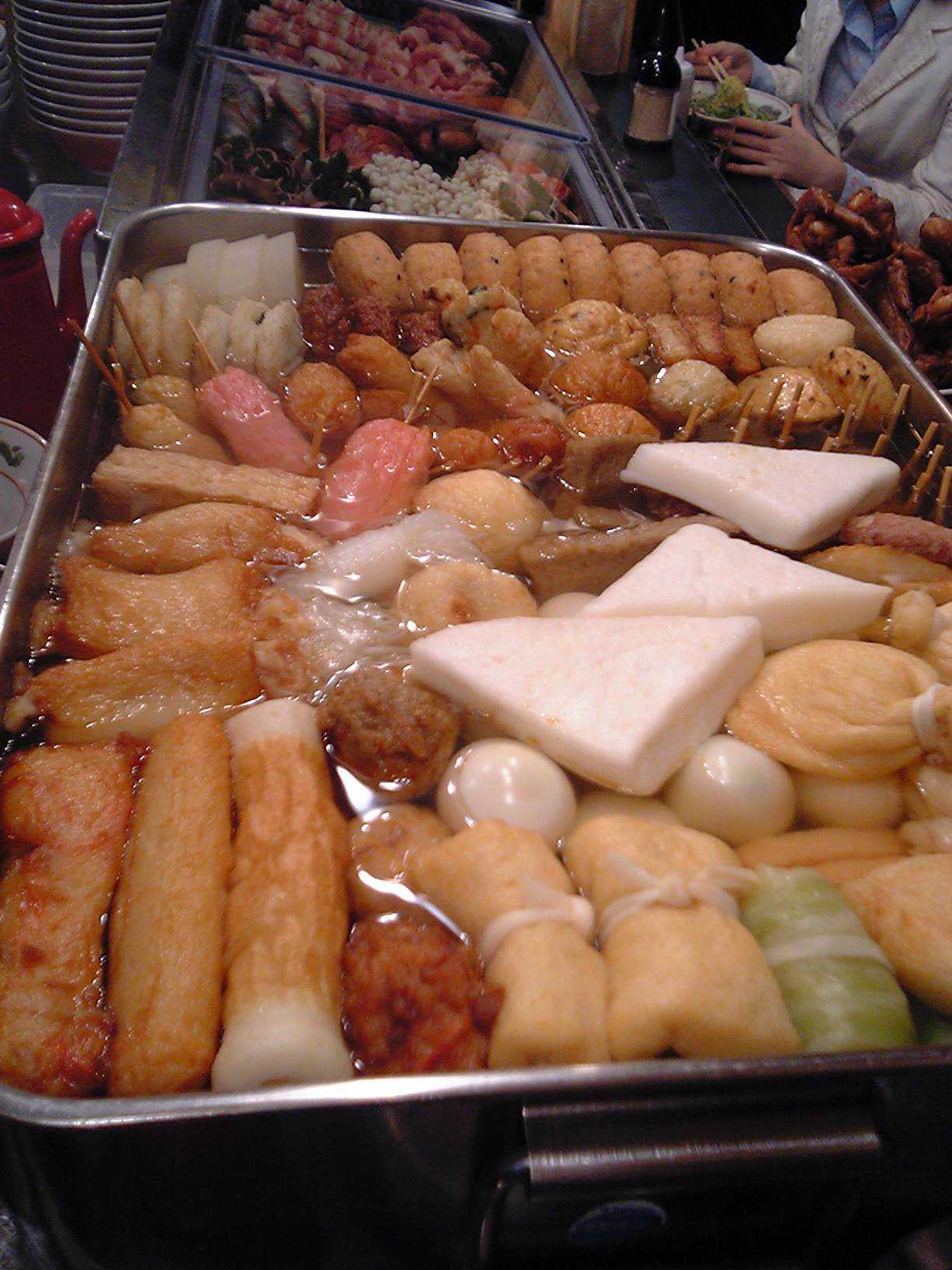
اودن في عربة طعام.

أودن  (باليابانية: おでん, 御田) نوع من النبيمونو (طبق ياباني) يتكون من عدة مكونات مغلية كالبيض وفجل دايكون وكونجاك وكعكة السمك توضع في مرق داشي خفيف بنكهة الصويا.

## الاختلافات الإقليمية

### اليابان
في ناغويا يدعى كانتو-ني (関東煮) وتستخدم صلصة الصويا كصلصة للغمس. يطهى ميسو اودن بمرق هاتشوميزو، ويكون مذاقه حلو قليلاً. كونجاك والتوفو من المكونات الشائعة.
في منطقة كانساي يدعى هذا الطبق احياناً بـ كانتو-داكي (関東炊き) ويكون ذو نكهة اقوى من نسخة منطقة كانتو الخفيفة.
الاودن في محافظة شيزوكا يستخدم مرقًا داكن اللون بنكهة اللحم البقري وصلصة الصويا الداكنة، ويتم تحضير جميع المكونات على أسياخ. يتم رش الأسماك المجففة والمطحونة (السردين، الماكريل، والكاتسووبوشي) ومسحوق الأونوري على الطبق قبل تناوله.
مطاعم الأودون في شيكوكو في محافظة كاغاوا تقدم الاودن كطبق جانبي، يؤكل مع الميسو الحلو اثناء انتظار طبق الأودون.

## المكونات
- دايكون: أحد مكونات أودن الكلاسيكية، هو فجل دايكون المطهي ليصبح طرياً مع رشة من كاراشي.
- البيض المسلوق: يتم تخليل مذاق داشي للبيض المسلوق.
- كونياكو: يكون بشكل قطع مثلثة من العجينة المصنوعة من جزور بطاطس الكونياك.
- شيراتاكي: يصنع الشيراتاكي الذي يأخذ شكل المعكرونة من الكونيناكو. ويسمى كذلك إيتو كوننياكو.
- أتسوئاغيه: وهو توفو مقلي ذو لون بني ذهبي.
- غانمودوكي: وهو توفو مقلي يحتوي خضروات مقطعة لشرائح رفيعة مثل الجزر وجذور نبات الأرقطيون.
- لفائف الكرنب: لفائف كرنب محشية باللحم المفروم.
- كينتشاكو: توفو مقطع لشرائح رفيعة مقلية محشية بكعك الأرز موتشي.
- سوريمي: لحم السمك المطحون.
- تشيكوا
- ساتسوما-آغيه: يمزج السوريمي المتبل مع الشرائح الرفيعة للجزر والخضروات الأخرى قبل أن يتم قليها قليلاً. قد تتضمن بعض الأنواع جذور نبات الأرقطيون.
- عشب البحر
- أوتار اللحم البقري
- الأخطبوط
- كرات اللحم